# Kosh, Aragatsotn
Kosh là một đô thị thuộc tỉnh Aragatsotn, Armenia. Dân số ước tính năm 2011 là 3240 người.